# 長門號戰艦
長門（日语：／ Nagato）是大日本帝國海軍（日本海軍）的戰艦，為長門型戰艦1號艦。其命名取自舊長門國。由於「大和」、「武藏」戰艦的存在本身是高度機密沒有對國民公開，所以在第二次世界大戰之前「長門」為日本海軍的象徵，廣為日本國民所熟悉。
在日本投降時，僅有長門、伊勢、日向、榛名四艘戰艦殘存，但其中僅剩長門艦還可以勉強航行。長門軍艦從1920年開始服役到1945年日本投降，它參與了包括珍珠港事件、中途島海戰、菲律賓海海戰、雷伊泰灣海戰。這每一個都是與日本海軍命運攸關的關鍵性戰役。雖然長門沒有參加所有的海戰，雖然它參加的關鍵戰役都證明以海軍航空隊作為武器更為先進，淘汰了長門建造時大艦巨炮主義中心思想的落伍；然而長門精彩的艦歷可以說是日本帝國海軍聯合艦隊從邁向歷史巔峰，到結束最具代表性的縮影。戰後長門軍艦被美軍接收，在1946年7月24日原子彈實驗中沉没。

## 概要
1920年（大正9年）竣工時，長門為一艘擁有當時世界上最大口徑的410毫米（16.1吋）主砲，以及擁有當時戰艦中較強的動力，最高可達26.5節（公試為26.443節）機動力的高速戰艦。歐洲人發現亞洲國家也能造出媲美一流海權強國的重型戰艦，對世界軍事史與軍艦史產生很大的影響。
其2號艦「陸奧」亦為各國海軍關注的焦點所在。因此可以說，從各國列強開始熾烈的造艦競爭，到大艦巨砲主義的全盛時期，以及引致後來列強的華盛頓裁軍條約，均與日軍的「長門」系列有著一定程度的關係。
雖然大和型戰艦「大和」在完成後立即成為聯合艦隊旗艦，並在第二次世界大戰後廣為人知，但由於在建造期間及戰時均為高度機密，所以在戰前及戰時，「長門」與「陸奥」仍然是日本海軍中最具代表性的戰艦，也為當時日本國民所熟悉。直至太平洋戰爭開戰後的1942年2月為止，「長門」一直是聯合艦隊旗艦及聯合艦隊司令長官山本五十六大將的座艦。
在太平洋戰爭中，由於「長門」被視為是重要性僅次於「大和」及「武藏」的主力艦，在日本軍方謹慎使用下，得以安然無恙地渡過戰爭，成為二戰結束時日本海軍唯一倖存且可以使用的戰艦。

## 艦歷

### 建造
1916年（大正5年），帝國議會正式同意建造戰艦「長門」。1917年（大正6年）8月28日成為八八艦隊計劃的第一號艦，在廣島縣吳海軍工廠動工。1919年（大正8年）11月9日下水。1920年（大正9年）11月25日竣工。當時的建造費用高達4,390萬日圓。而受華盛頓裁軍條約所限，各國不能再建造擁有大於406毫米（16吋）主砲的戰艦，因此「長門」與姊妹艦「陸奧」、英國的2艘納爾遜級戰艦、美國的3艘科羅拉多級戰艦合稱為「七大戰艦」（Big Seven）。當時「長門」正確的長度為216米，極速為26節，但為了隱藏數據，因此對外公布的長度為201米（660呎）、極速23節。
「長門」在建造初期，已經發現其煙囱在排煙處理上存在問題，後來平賀讓提出在第一煙囱加上煙罩，但實行後發現沒有顯著效果。因此在1924年（大正13年），正式採用了藤本喜久雄造艦大佐的方案，將「長門」及「陸奧」的前部煙囱改成向後屈曲，最後順利解决了排烟倒灌问题，而「長門」屈曲的煙囱亦成为日本國民熟知的特徵。這方案在後來更影響了日本海軍巡洋艦的引擎製造。但是藤本的提案卻被平賀讓擅自借用，這成為兩人對立的其中一個原因。

### 動力

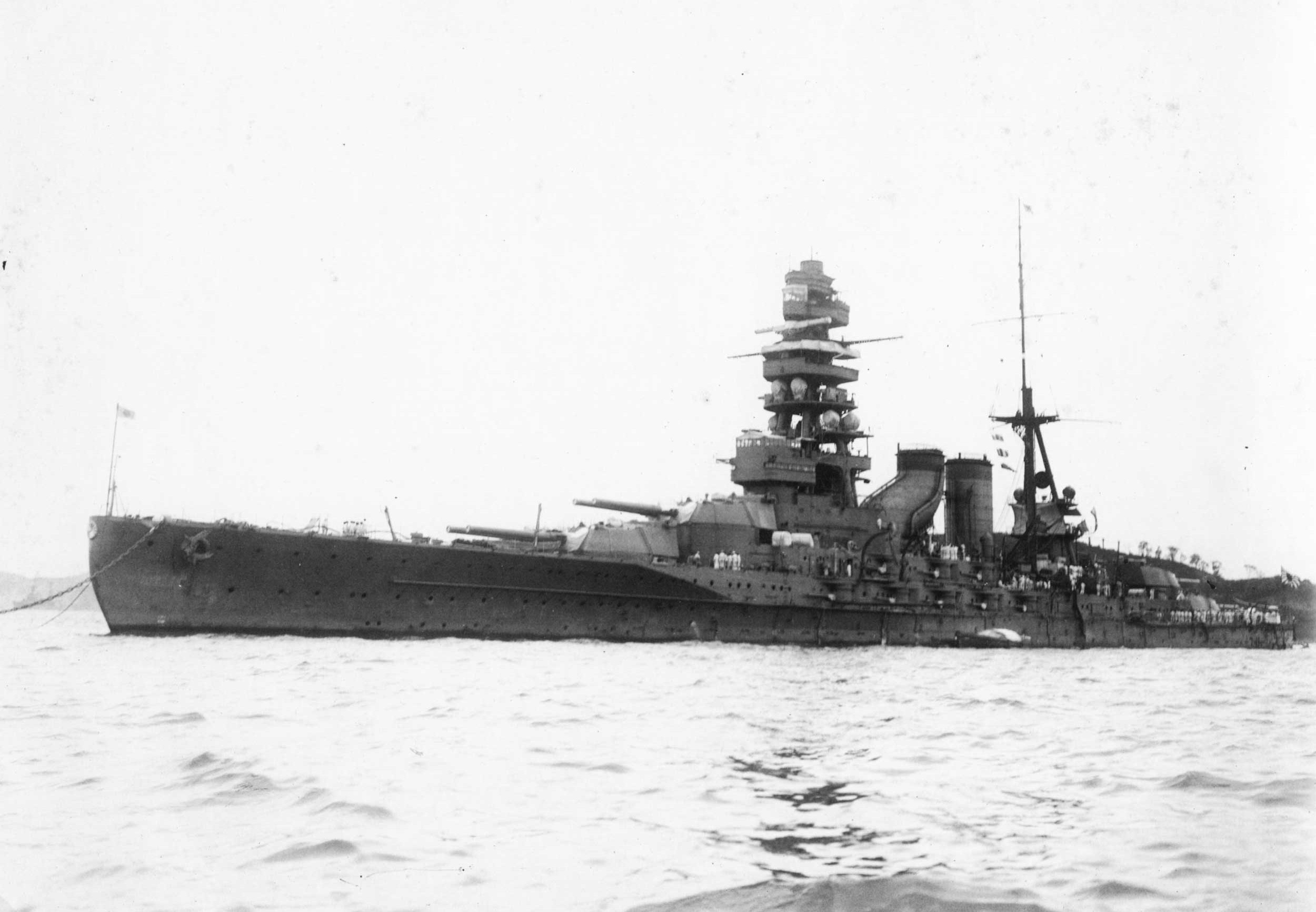
1927年10月 長門戰艦在橫須賀泊地，艦橋與後煙囪之間，可以明顯看到1924年改裝向後彎曲的前煙囪

長門配置四座蒸氣渦輪機，每座推動一具螺旋槳，蒸氣渦輪合計提供80,000匹軸馬力(60,000kW)。所有渦輪的蒸氣由21座艦本式水管式鍋爐提供，其中15座為燃油，其餘6座為為油與煤碳混合。長門可以裝載1,600噸煤碳及3500噸燃油，這使它能以16節(30公里/小時)的航速行駛5,500海里(10,200公里)。長門在海試時超越設計以85,500軸馬力的26.7節(49.4公里/小時)的速度超越設計的26.5節(49.1公里/小時)。
由於煙囪設計問題，排煙影響了艦橋及火力控制單元乘員的呼吸及視線被遮蔽，1922年前煙囪加了導流板引導排煙遠離艦橋，但效果不如預期，1924年改裝時改變前煙囪的形式使其向後彎曲，但仍然沒有顯著效果。1930年的改裝徹底拆除前煙囪，同時將所有鍋爐改為10座燃油艦本式，其蒸氣工作壓力為313psi，300°C。其渦輪也改為較輕更新的型式。改裝後的海試達到24.98節(46.24公里/小時)82,300軸馬力(61,400kW)，同時增加的燃油容量儲存在船底與新建的防魚雷裝甲間，使其排水量增加5,650噸，因此其航程增加為16節8,560海里(15,850公里)。

### 中日衝突前

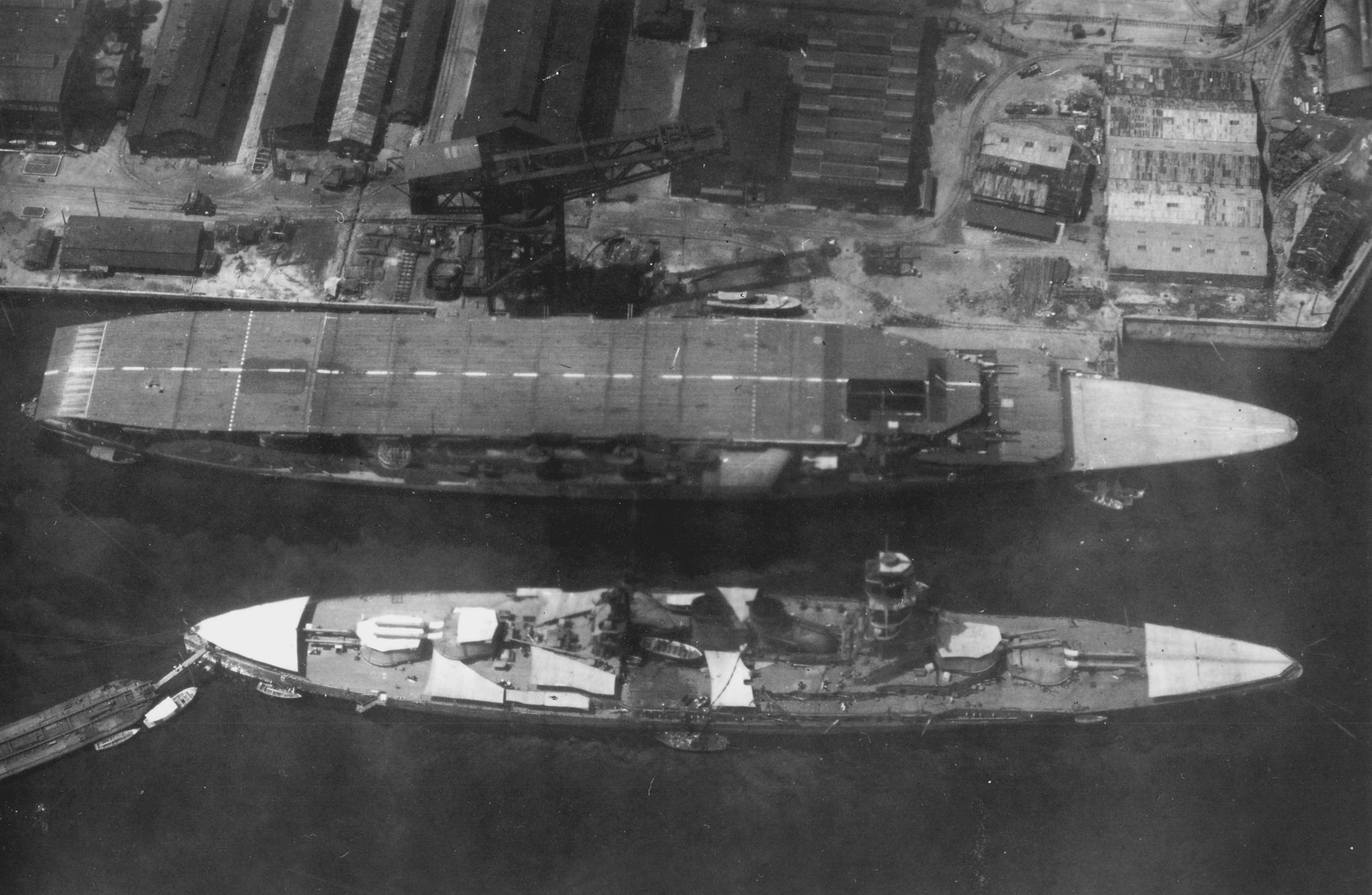
三段航空母艦時代的「赤城」與並列的「長門」。這時「長門」已改為彎曲的煙囱。

包括「長門」在內，世界上只有7艘搭載400毫米砲或以上的戰艦，不過這些巨砲卻在長時間內沒有實戰射擊的機會。「陸奥」隸屬於佐世保鎮守府，而「長門」則隸屬來往東京的海軍省與軍令部相當方便的横須賀鎮守府，因此最後選擇「長門」作為聯合艦隊旗艦。1923年（大正12年）9月，由於發生關東大地震，因此停止當時正在進行中的演習，改為運送救援物資前往東京。1924年（大正13年），裕仁皇太子乘坐「長門」行啓樺太。
1928年（昭和3年）4月9日，以「長門」為首，並與戰艦「陸奧」、「扶桑」、輕巡洋艦「天龍」、補給艦「鶴見」及16艘驅逐艦，總數共21艘艦艇組成艦隊遠航英國皇家海軍遠東艦隊基地香港作親善訪問。艦隊由加藤寬治大將指揮，而長門艦長為松下薰大佐。艦隊到達香港水域後從維多利亞港東邊的鲤鱼門航道入港，在逗留五日期間，「長門」開放給香港市民上艦參觀，而各艦部份乘員則由英軍作為嚮導，到香港市區（如灣仔）及其他地方觀光。最後艦隊於4月14日離開。該次是「長門」艦歷中唯一一次外遊。

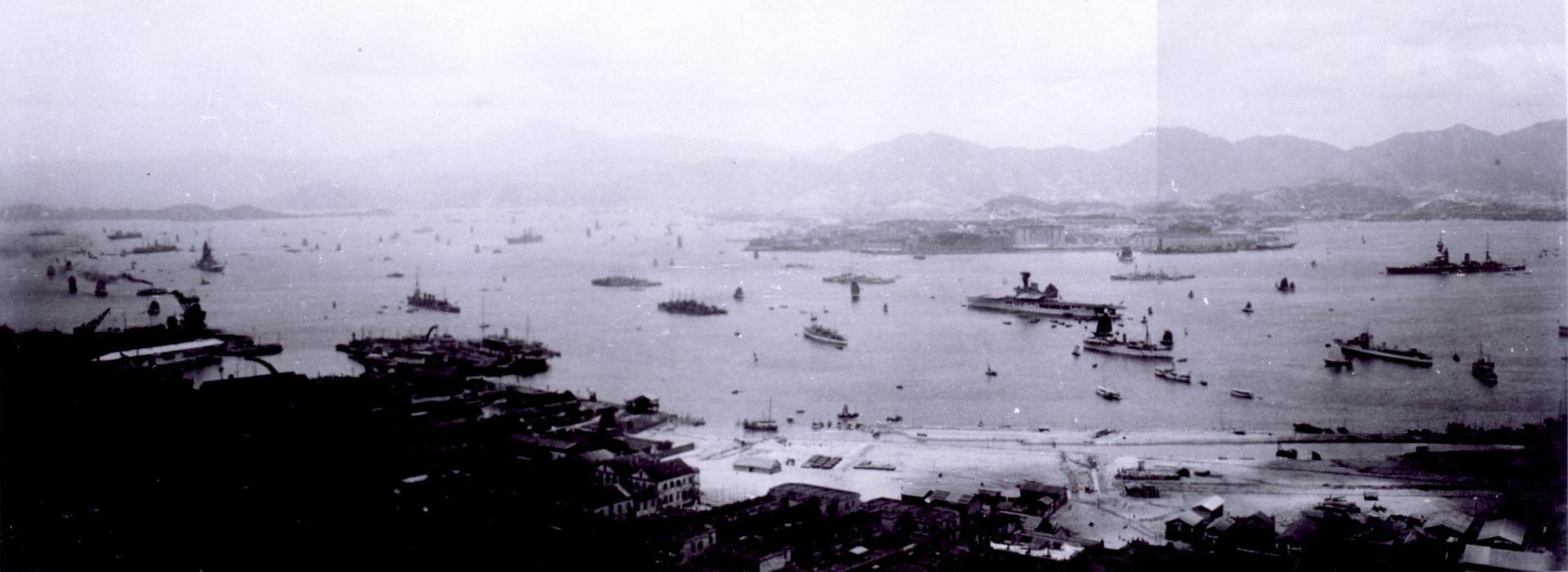
於香港維多利亞港的日本艦隊，而「長門」因位處於三角碼頭附近，所以不在照片之中。

### 太平洋戰爭前夕
「長門」改造成彎曲煙囱後，亦有進行過搭載水上偵察機與更新主砲塔測距儀的小規模改裝。1932年（昭和7年）至1933年（昭和8年）期間，艦上的8厘米高角砲換裝為12.7厘米連装高角砲，以及新設40毫米機槍，另外亦新增水上偵察機起飛用的飛機彈射器，而原設於前檣測的探照燈，則被遷移到煙囱周邊新設的探照燈架上。
1934年（昭和9年）至1936年（昭和11年）之間與「陸奥」共同進行大規模改裝，內容主要為更換鍋爐、增加裝甲、改造主砲塔和廢除所有魚雷發射管。而在外觀上，由於更換了鍋爐的關係，所以將舊有的2支煙囱更換為1支巨大的煙囪，另外前檣以及後部指揮所的形狀亦有所修改。大西新藏（長門艦長）覺得大規模改裝後的長門型戰艦給人的感覺像一位風雅的男士（優男），而大和型戰艦卻相當猙獰（獰猛）。近江從兵長的回想中，難忘的是艦橋內新增了升降機。再者，在兩舷均增設鼓包，亦延長了艦尾。以上的改裝使「長門」的防禦力增強，感覺更穩重。不過，由於沒有更新渦輪，因此在馬力上並沒有太大分別，速度亦因排水量增大而降至25節。在大西的記述中，「長門」於1941年5月29日的公試中，以馬力82000匹馬力僅能發揮出24.1節的速度。但是，「長門」在雷伊泰灣海戰期間，以額定數據以上的速度來擺脫敵機，證明原裝引擎的強度與耐熱性在面對過度操作仍游刃有餘。其後，「長門」進行了修改航空設備及移除40毫米機槍、增加25毫米機槍的工程。1941年（昭和16年）4月3日，聯合艦隊旗艦任務轉移到「陸奥」上，而「長門」則在横須賀進行更換砲身及強化各部防御力，最後於5月28日從横須賀出港。於8月10日的射擊訓練中，向36500米外的目標射擊，以初彈得出接近命中的成績。在「長門」的右舷最後部為御真影安置室及天皇御座所，但連山本五十六長官也從沒進入過，更有哨兵作24小時守衛。
淞滬會戰期間，長門號運送屬於上海派遣軍的第11師團第43步兵旅團第1營、第2營共1,749人增援上海。1937年8月21日從四國小松島市出發，8月23日抵達花鳥山。在將士兵轉移到輕巡洋艦與驅逐艦的過程中，長門號與大井號輕巡洋艦發生輕微擦撞。8月25日返回佐世保。

### 太平洋戰爭
為了準備與美國開戰，因此「長門」進行了作戰整備，不過大艦巨砲主義的全盛時代已經過去，飛機與潜艦變得更為重要。1941年（昭和16年）7月21日，在早上進行的聯合艦隊第12次基本演習，以及夜間的聯合艦隊第21次應用教練期間，在面對俯衝轟炸機與潜艦時，確實陷於苦戰。8月10日，在第一類戰技作業完結後的航空隊襲擊中，被航空母艦「加賀」及「龍驤」上的27架艦上攻擊機、54架艦上轟炸機和15架水上飛行艇玩得團團轉。
此外，在開戰前兩個月在土佐灣附近舉行的「長門」、「陸奧」主炮射擊訓練中，「長門」的砲彈落點散布非常狹窄，「陸奧」在遠距離上命中率很高。隨後「長門」艦上舉行的一次檢討會上，山本發表“如果用「長門」和「陸奧」兩艘艦艇擊敗三艘美國西維吉尼亞級戰艦（科羅拉多級戰艦），日本能獲勝”的言論。然而，美國正在建造多艘新一代戰艦，如配備16英吋艦炮的北卡羅來納州級戰艦和南達科他州級戰艦。日本戰艦在大正時代設計，並不斷老化，很難與新一代西方戰艦抗衡，即使以炮艦為主的艦隊決戰得以實現，日本海軍的劣勢也很明顯。
同年10月8日，聯合艦隊旗艦從「陸奧」改為「長門」。 10月9日至13日，聯合艦隊在位於山口縣室積灣的「長門」舉行對夏威夷行動的兵棋推演。太平洋戰爭開戰時，「長門」為聯合艦隊旗艦，並與姊妹艦「陸奥」共同組成第一戰隊。

#### 突襲珍珠港
詳情參閱珍珠港事件
1941年12月2日，「長門」在山口縣岩國灣發出「登新高山1208（ニイタカヤマノボレ1208）」的對珍珠港進行襲擊的密碼電文。12月8日，南雲忠一機動部隊成功襲擊珍珠港。同日，以駐泊瀨戶內海的6艘戰艦「長門」、「陸奧」、「日向」、「伊勢」、「扶桑」、「山城」為核心主力，任務是支援機動部隊撤退、拖曳受損艦艇等，於當天上午8點30分出發，並與當天在瀨戶內海與完成試航後返回港口的戰艦大和號，在豐後水道擦身而過。
12月8日，幾乎與珍珠灣攻擊同一時間，近江詢問藤井茂参謀：「野村大使的文件沒問題吧？」時，正好被山本五十六聯合艦隊司令長官看到。開戰時的推定位置為北緯34度、東經145度附近。這時，宇垣纏參謀長正以長門型戰艦與伊勢型戰艦對珍珠港進行艦砲射擊提案，在深夜與首席參謀（先任參謀）黑島龜人進行激烈辯論。最後山本只說了一句：「回去了（帰ろう）！」「長門」就立即調頭返航。
12月11日6時，主力部隊返回，確認了機動部隊安全。雖然有航空母艦的隨行驅逐艦失蹤，但「長門」以下的主力部隊於13日早晨返回了柱島泊地。1942年2月12日，山本五十六大將把大將旗移到戰艦「大和」，「大和」成為聯合艦隊旗艦。

#### 中途島海戰
詳情參閱 中途島海戰
1942年6月的中途島海戰，「長門」雖隸屬於第一戰隊一同出擊，但並沒有參與戰鬥。主力部隊包括第一戰隊「大和」、「長門」、「陸奧」、第二戰隊「伊勢」、「日向」、「扶桑」、「山城」、航空母艦隊「鳳翔」、「夕風」、第九戰隊「北上」、「大井」、水雷戰隊、油槽船4艘於5月29日0600由柱島泊地出擊 。6月4日，由第一艦隊司令高須四郎指揮的警戒部隊與主力部隊分離，山本直接率領的主力是第一戰隊「大和」、「長門」、「陸奧」、第三水雷戰隊「川內」、第11驅逐隊「吹雪」、「白雪」、「初雪」、「叢雲」、第19驅逐隊「磯波」、「浦波」、「敷波」、「綾波」、航空母艦「鳳翔」、「夕風」、補給部隊。6月5日，「長門」在濃霧中一度從艦隊中落後。同日，南雲機動部隊的四艘航空母艦「赤城」、「加賀」、「蒼龍」、「飛龍」被俯衝轟炸機炸彈命中，先後發生大火最後沉沒。 6月6日，機動部隊殘餘的水面艦艇與主力部隊會合。 「長門」及第四驅逐隊的兩艘陽炎型「萩風」、「舞風」收容了「加賀」航空母艦的倖存者。 6月14日19時，主力部隊抵達柱島泊地。
1943年6月8日，在廣島灣外的柱島泊地，姊妹艦「陸奥」在「長門」及「扶桑」、「大淀」、「龍田」、「島風」的面前發生第三砲塔彈藥爆炸沈沒。7月14日，在中途島海戰後，由於艦隊重組，「長門」和已沈沒的「陸奧」從第一戰隊轉為第二戰隊。9月1日陸奧正式除籍。

#### 瓜達康納爾島戰役
詳情參閱 瓜達康納爾島戰役
在8月7日的瓜達康納爾島戰役中，「陸奧」是前進部隊，指揮官近藤信竹中將，第二艦隊司令旗艦「愛宕」，進入加羅林群島的楚克島，但是「長門」卻返回日本本土，每天能做的事情只有待命。
繼聯合艦隊司令山本五十六在4月18日戰死後，繼任的古賀峰一司令於8月16日率主力部隊3艘戰艦「大和」、「長門」、「扶桑」、航空母艦「大鷹」、3艘巡洋艦「愛宕」、「高雄」、「能代」驅逐艦部隊 「涼風」，「海風」，「秋雲」，「夕雲」，「若月」，「天津風」，「初風」從吳港出擊前往楚克島。10月17日，「長門」與「大和」、「扶桑」、「金剛」、「榛名」等一起由聯合艦隊旗艦「武藏」率領在威克島南部海域攔截美軍艦隊，但行動未果，於10月26日返回楚克島。

1944年2月由於美軍對楚克島的空襲威脅，及實際的冰雹行動，長門及楚克島泊地的船艦事先從楚克島撤出，25日，長門所屬的第一艦隊第二戰隊解編，長門改編入第二艦隊第一戰隊。改以蘇門答臘島北部的林加泊地為基地。 3月6日，開戰時曾在「長門」上擔任聯合艦隊參謀長的宇垣纏中將抵達「長門」。5月4日，第一戰隊旗艦從「長門」改為「大和」。 在6月的安號作戰（あ号作戦）中，第二航空戰隊司令官城島高次少將指揮航空母艦「隼鷹」、「飛鷹」、「龍鳳」為主力的乙軍、航空巡洋艦「最上」、甲型驅逐艦「濱風」、「秋霜」、「早霜」、第四驅逐隊「滿潮」，「野分」、「山雲」、第27驅逐隊「時雨」、「五月雨」等艦。18日晚，「長門」與「飛鷹」發生碰撞。

#### 菲律賓海海戰
詳情參閱 馬里亞納海戰
在6月19日至20日的馬里亞納海戰中，「長門」遭受美軍艦載機的空襲，但損失輕微。20日晚，「長門」預備拖曳因美軍空襲受損而無法航行的「飛鷹」。正當「長門」開始拖曳時，連接「長門」四號炮塔和「飛鷹」艦艏的纜繩斷了，最終「飛鷹」號沉沒。此役日軍航空母艦「大鳳」、「翔鶴」沉沒，「瑞鶴」、「隼鷹」、「千代田」、「千歲」、「龍鳳」也遭受了大小不同的損傷，馬里亞納海戰日本海軍以慘敗告終。 6月24日，「瑞鶴」以下的剩餘航空母艦第一戰隊返回本土。7月中旬以後，主力艦艇再次進入林加泊地。

#### 捷一號作戰
詳情參閱雷伊泰灣海戰

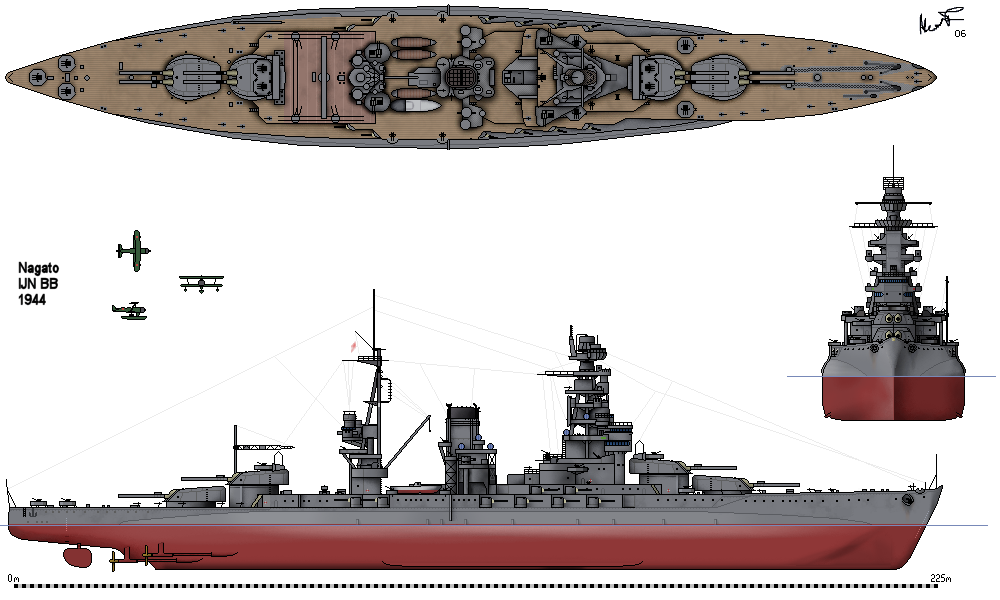
「長門」於雷伊泰期間的三視圖。這為美方資料，嚴格來說圖中的機槍配置與實際的存在部分差異。

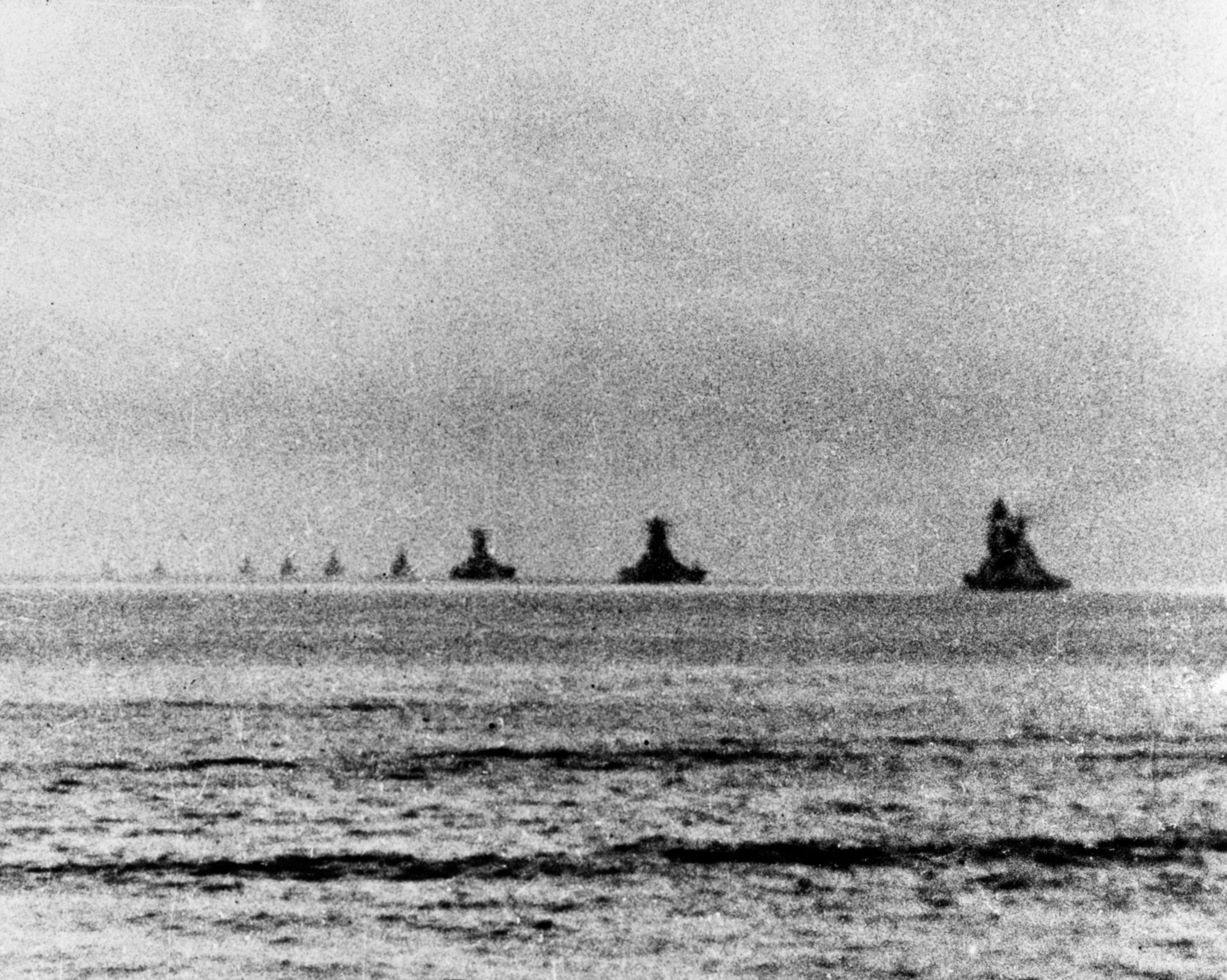
1944年10月22日，從文萊出擊的栗田艦隊。從最入（左）開始為4艘高雄型重巡洋艦、接著是「金剛」、「榛名」、「大和」、「武藏」、最後為「長門」。

1944年10月參加捷一號作戰，10月24日錫布延海海戰中，在14:16被航空母艦「富蘭克林」號（USS Franklin CV-13）與「卡伯特」號（USS Cabot, CVL-28）的攻擊機的2枚炸彈擊中。一發破壞了多座機槍和第一鍋爐室排氣口，令其中一軸癱瘓了25分鐘，並只能以三軸运转。另一發則破壞了無線電室及餐廳附近，導致52人死亡、106名受傷。10月25日的薩馬島海戰中，在06:01向美軍航空母艦「聖洛」號（USS St. Lo, CVE-63）進行砲擊，但未取得戰果。06:54，美軍驅逐艦「赫爾曼」號（USS Heermann, DD-532）向「榛名」發射魚雷，該魚雷偏離「榛名」而航向「大和」與「長門」，「大和」兩舷被魚雷夾著且限制著迴避空間，迫使兩艦向北迴避航行約16公里。期間「長門」的主砲及副砲繼續向美軍護衛航空母艦群進行砲擊。
09:20，栗田中將命令中止砲擊並航向北方。10:20再次命令南進，但因艦隊受到愈趨激烈的攻擊，在12:36再次下達撤退的命令。「長門」在12:43被2枚炸彈擊中但損傷輕微。10月26日撤退後，聯合艦隊仍受到美軍激烈的空襲。期間「長門」被「大黃蜂」號（USS Hornet, CV-12）艦載機的4枚炸彈擊中，導致38人陣亡及105人受傷。「長門」在該日總共發射了99發主砲彈及653發副砲彈。
雷伊泰灣海戰日本海軍的失敗，美軍戰略性地切斷了日本從南洋運送原油等軍需物資的通路，同時日本海軍此戰損失13艘重巡洋艦以上的主要作戰艦艇，海面及海軍航空戰力幾乎損失殆盡。殘餘的也因為缺乏燃料與物資，難以發揮作用。日本海軍從此失去戰略力量。

### 太平洋戰爭的尾聲
1944年11月5日至13日的馬尼拉空襲後，第一戰隊於11月15日被解編，大和被編入第二艦隊旗艦，長門被編入第三艦隊。 11月16日，三艘戰艦「大和」、「長門」、「金剛」，第二水雷戰隊輕型巡洋艦「矢矧」和同戰隊所屬第17驅逐隊「浦風」、「濱風」、「雪風」、「磯風」、松型驅逐艦「桐」、「梅」（20日分離，回航馬公）從汶萊返回日本。這次是「長門」作為日本海軍最後一次遠洋航海。
11月22日，在台灣海峽近海受到美軍潜艇「海獅」號（SS-315）攻擊，同行的「金剛」與陽炎型驅逐艦「浦風」被擊沈，濱風、磯風收容了「金剛」的倖存者。 11月25日，「長門」在17驅逐艦隊（「濱風」、「雪風」、「磯風」）的護送下抵達神奈川縣橫須賀港。 28日，17驅逐艦隊（「濱風」、「雪風」、「磯風」）護送「信濃號」航空母艦（大和型戰艦改裝航空母艦）離開橫須賀，「長門」全體船員為「信濃」號首次遠洋航行送行。之後，「長門」對受損部位進行維修，但由於燃料和供應短缺，從未離開過領海。  
1945年2月20日，「長門」和「榛名」被指定為警備艦。當「大和」號沉沒時，日本海軍指定由於損壞或燃料短缺而無法操作的剩餘大型艦艇作為備用艦艇。 4月20日，「長門」、「伊勢」、「日向」、「榛名」、「天城」、「鳳翔」、「隼鷹」、「龍鳳」、「青葉」成為第四預備艦隊。 6月1日，「長門」以下的「榛名」、「伊勢」、「日向」、「天城」、「鳳翔」、「龍鳳」 成為特殊警備艦。其它措施還包括「長門」副炮和防空砲火被搬移到陸上，桅杆和煙囪也被拆除，並塗上空襲偽裝用的綠系迷彩塗装，躲避空襲。 副炮被轉移到陸奧炮台。
此時，米内光政海軍大臣沒有聽從外相東鄉茂德 "蘇聯在政治或經濟上絕對沒有任何利用空間"的說明，秘密派遣軍務局第二課末澤慶政大佐聯繫蘇聯駐東京大使館，計劃以戰艦「長門」、航空母艦「鳳翔」、重巡洋艦「利根」、及數隻驅逐艦直接開到海參崴並轉讓給蘇聯，以換取飛機、物資及燃料，不過蘇聯的態度這個計畫沒有發生。。
1945年7月18日，「長門」被航空母艦「艾塞克斯」號（USS Essex, CV-9）、「蘭道夫」號（USS Randolph CV-15）、「香格里拉」號（USS Shangrila CV-38）及「貝勞森林」號（USS Beleau Wood, CVL-24）的艦載機攻擊，並被3枚炸彈命中，艦橋遭破壞，艦長大塚幹以下的樋口貞治副長等艦橋要員幾乎全部陣亡。而繼任艦長的杉野修一大佐（在旅順港閉塞作戰中戰死的杉野孫七兵曹長之長子），「長門」最終沒有修復並以現狀直到終戰。

### 二戰後──戰艦長門的最後階段

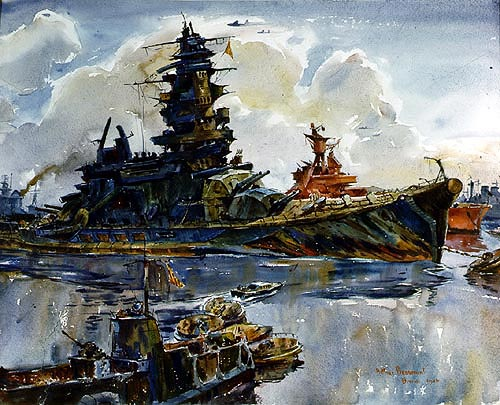
美國畫家阿瑟·貝蒙特以水彩圖畫描繪出在比基尼環礁的「長門」。

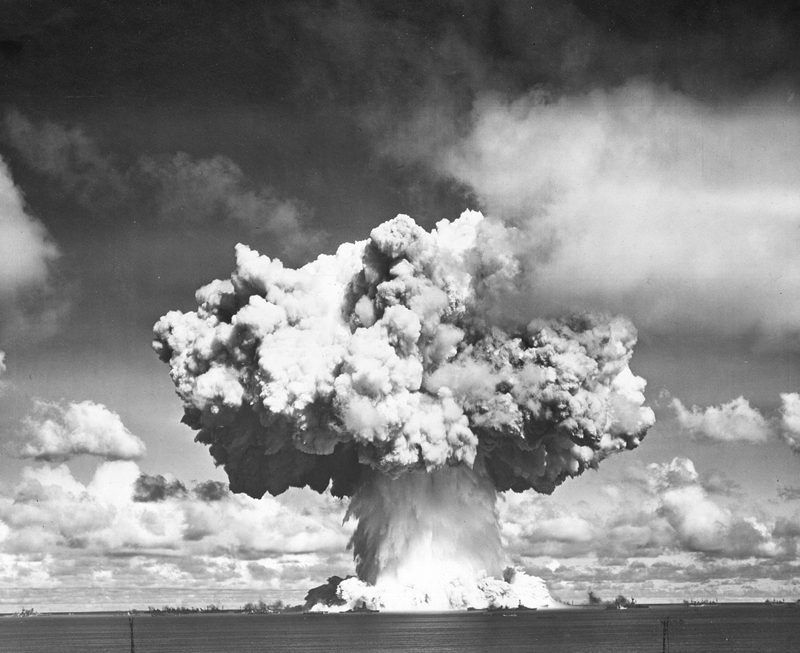
比基尼環礁在7月25日實驗時的情境。蘑菇雲左邊底部為「長門」。

二戰後，美軍於1945年8月30日以同盟國一員的身分接收了「長門」。雖然「長門」在之前的空襲中受到中度損毀，但是並沒有進行修理，煙囪與桅杆仍為被拆除的狀態。美軍海軍進行詳細的調査後，解除「長門」的武裝，於1946年3月18日啟程航向馬紹爾群島的比堅尼環礁，以作為「十字路行動」（美軍一個核試驗計畫）中的靶艦，當時的艦長為W. J. 惠普爾（W. J. Whipple）上校。雖然艦上只載有180名美國海軍士兵，但是「長門」在外洋航行時狀態不佳，只能以數節的低速行駛，因此在途中曾停留於恩內威塔克環礁進行小修。
在1946年7月1日進行的第一次實驗（代號「ABLE」，採空中引爆方式進行，引爆點位於預定地點上空）中，以戰艦「內華達」號為引爆中心，而「長門」配置於距離預定引爆點400米處。原子彈在「長門」以西600米上方引爆，與預定引爆點距離約1.5公里（1,640碼）。當時「長門」幾乎無損（只有面向引爆點的裝甲表面溶解，但對航行並不構成問題）。與「長門」同時作為實驗靶艦的阿賀野型輕巡洋艦「酒匂」，由於所在的位置幾乎在引爆中心地帶，而於翌日沉沒。
在7月24日的第二次實驗（代號「BAKER」，是水中引爆測試）中，「長門」距離引爆點約900至1000米的位置，在核彈引爆後造成右舷約5度的傾斜。即使如此，「長門」仍然浮在海上。4日後的7月29日早晨，進行核試的人員前往「長門」所在海面觀察，「長門」仍在海上漂浮。直至7月28日深夜到29日黎明前的夜間，「長門」因艦內進水，最後在無人察覺之下安靜地翻轉沉沒。不過有一個說法指出，當時原本有計畫為「長門」進行阻止繼續進水，以保存其漂浮能力的緊急維修，但因沒有實際進行維修工作而導致「長門」沈沒。
「長門」在第二次試爆後的第四天仍未沉沒一事，被當時的日本以「美艦相繼沈沒，『長門堅持到最後』（米艦が次々沈む中、最後まで持ちこたえた）」「『長門』為名艦的證據（長門が名艦だった証拠）」「日本造艦技術優秀的證明（日本の造艦技術の優秀性の証明）」作為宣傳。
在核爆未沉的艦隻不只「長門」一艘，與「長門」相同的條件下，在第一次實驗爆心未沈沒的艦隻還有美軍戰艦「內華達」號、美國輕型航空母艦「獨立」號及德國重巡洋艦「歐根親王」號等。不過有資料指出，在第二次實驗（BAKER）前，「長門」的艦首部被安裝上水雷等，與其他艦隻相比下確為一個不利的條件。
目前「長門」的沉沒處成為極受潛水愛好者歡迎的活動地點及珍貴的觀光資源。雖然艦隻已沉沒，但在「七大戰艦」中僅剩「長門」仍然以某種型態存在於世上，並以上下倒轉的姿態沈沒在試爆點的海床上，艦橋部分則已折斷。

## 軼事
- 「大和」與「武藏」分別有大和神社及武藏神社，同様地「長門」也有自己的「長門神社」[39]。分祀的為長門國一宮住吉神社。
- 在日本古董鑑定綜藝節目《開運鑑定團》（開運!なんでも鑑定団）中曾出現過「長門」的軍艦旗（由當年參與接管「長門」的美軍軍官的後代提供）。後由主持人之一的石坂浩二以當時的鑑定價1000萬日圓購入，其後贈送給吳市海事歷史科學館。
- 在同節目中，曾出現「長門」艦內的時鐘。估值50萬日圓。而出品者（委託人）的父親於「長門」被接收期間為在場的前日本海軍將校（軍官），該節目內亦播放了接收時的影像。
- 二戰結束後，大洋漁業（今日的丸波（日语：マルハ）前身）因重新開始捕鯨業務需要大型船隻作為補鯨母艦而向第二復員省（原海軍省）提出借用軍艦的要求，其第一候選目標就是「長門」。但最後大洋漁業實際借到的是兩艘第一號型輸送艦「第16號」與「第19號」。

## 諸元
| 項目     | 新造時 （1920年）                                                       | 大改裝後 （1936年）                                                      | 雷伊泰灣海戰時 （1944年）                 |
| -------- | ----------------------------------------------------------------------- | ------------------------------------------------------------------------ | ----------------------------------------- |
| 排水量   | 基準：32,759t 常備：33,759噸                                            | 基準：39,130t 公試：43,580噸                                             |                                           |
| 全長     | 215.80米                                                                | 224.94米                                                                 | ←                                         |
| 全闊     | 28.96米                                                                 | 34.60米                                                                  | ←                                         |
| 吃水     | 9.08米                                                                  | 9.49米                                                                   |                                           |
| 鍋爐     | 呂號艦本式專燒鍋爐15座 同混燒鍋爐6座                                    | 呂號艦本式大型4座 同小型6座                                              | ←                                         |
| 引擊     | 艦本渦輪4座4軸                                                          | ←                                                                        | ←                                         |
| 軸馬力   | 85,478匹                                                                | 82,000匹                                                                 | ←                                         |
| 速度     | 26.443節                                                                | 24.35節                                                                  |                                           |
| 續航距離 | 5,500浬／16節                                                           | 8,650浬／16節                                                            |                                           |
| 燃料     | 石炭：1,600噸 重油：3,400噸                                             | 石炭：57.8噸 重油：5,600噸                                               |                                           |
| 乗員     | 1,333人                                                                 | 1,368人                                                                  |                                           |
| 主砲     | 四一式41厘米聯裝砲4座                                                   | ←                                                                        | ←                                         |
| 副砲     | 四一式14厘米單裝砲20門                                                  | 同18門                                                                   | ←                                         |
| 高角砲   | 8厘米單裝4門                                                            | 12.7厘米聯裝4座                                                          | ←                                         |
| 機槍     | 三年式3挺                                                               | 7.7毫米3挺 40毫米聯裝2座 25毫米聯裝10座 （後來被40毫米取代）             | 25毫米3聯裝14座 25毫米聯裝10座 同單裝30挺 |
| 魚雷     | 53厘米水中發射管4門 同水上4門                                           | 沒有                                                                     | ←                                         |
| 其他兵装 |                                                                         |                                                                          | 21號電探（雷達）1座 22號2座 13號2座       |
| 裝甲     | 水線305毫米 甲板70+75毫米 主砲前盾305毫米 主砲天蓋152毫米 副砲廓152毫米 | 水線305毫米 甲板70+127毫米 主砲前盾457毫米 主砲天蓋250毫米 副砲廓152毫米 |                                           |
| 艦載機   | 沒有                                                                    | 3架 彈射器1座                                                            | ←                                         |

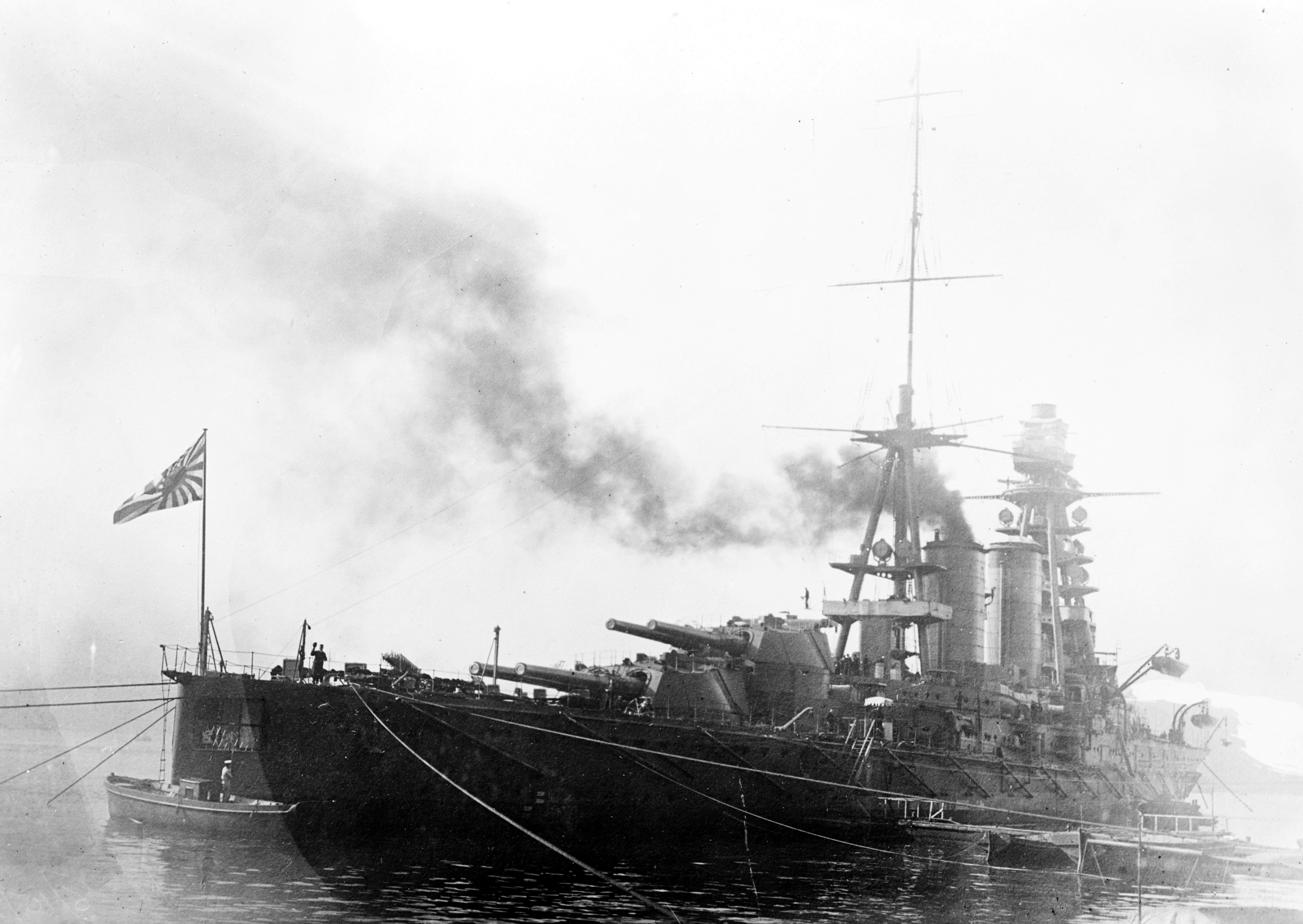
「長門」於新造時從長後方拍攝的照片。

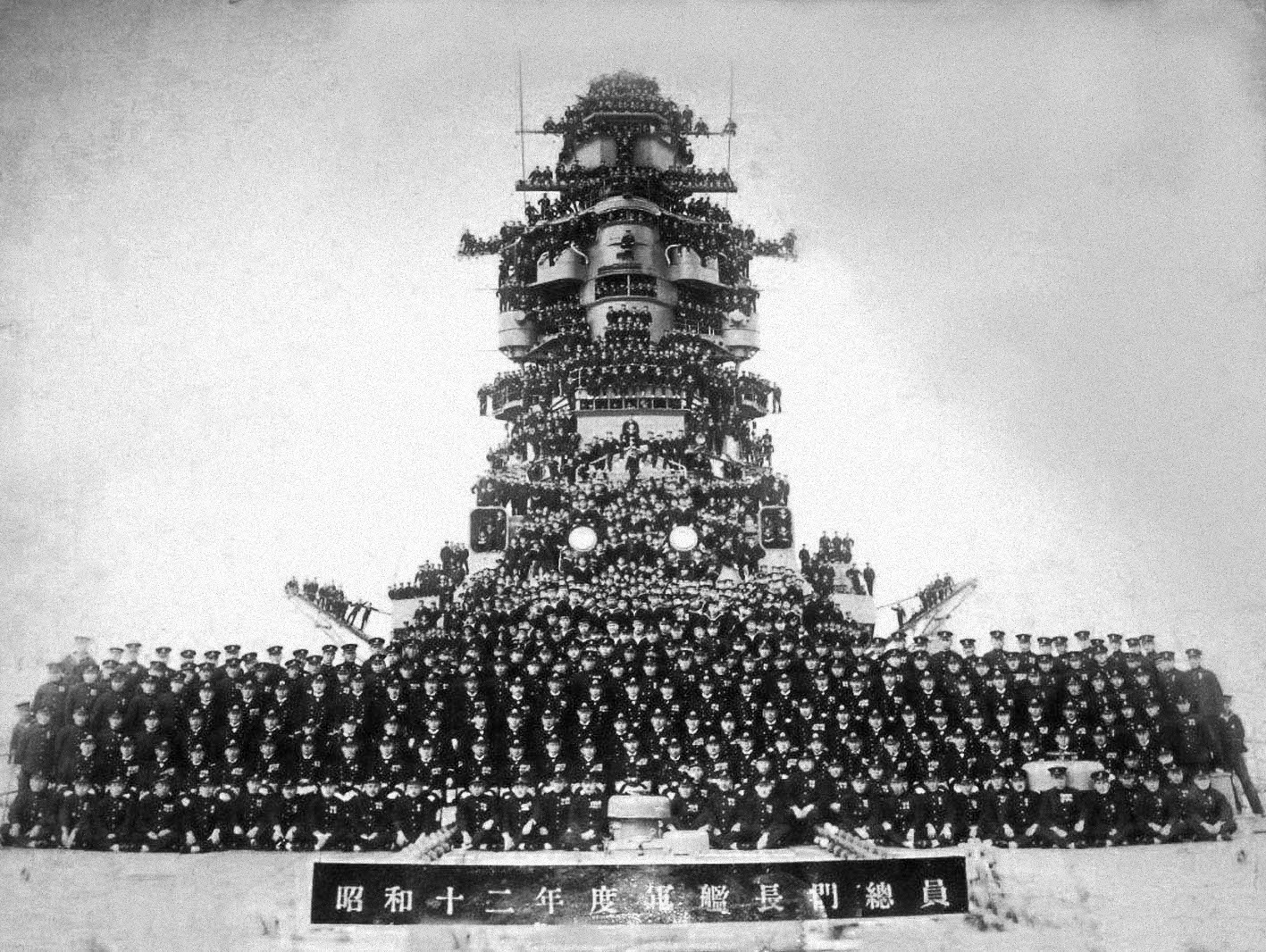
於1937年（昭和12年）的「長門」。戰艦在行駛期間確實需要大量乗組員。

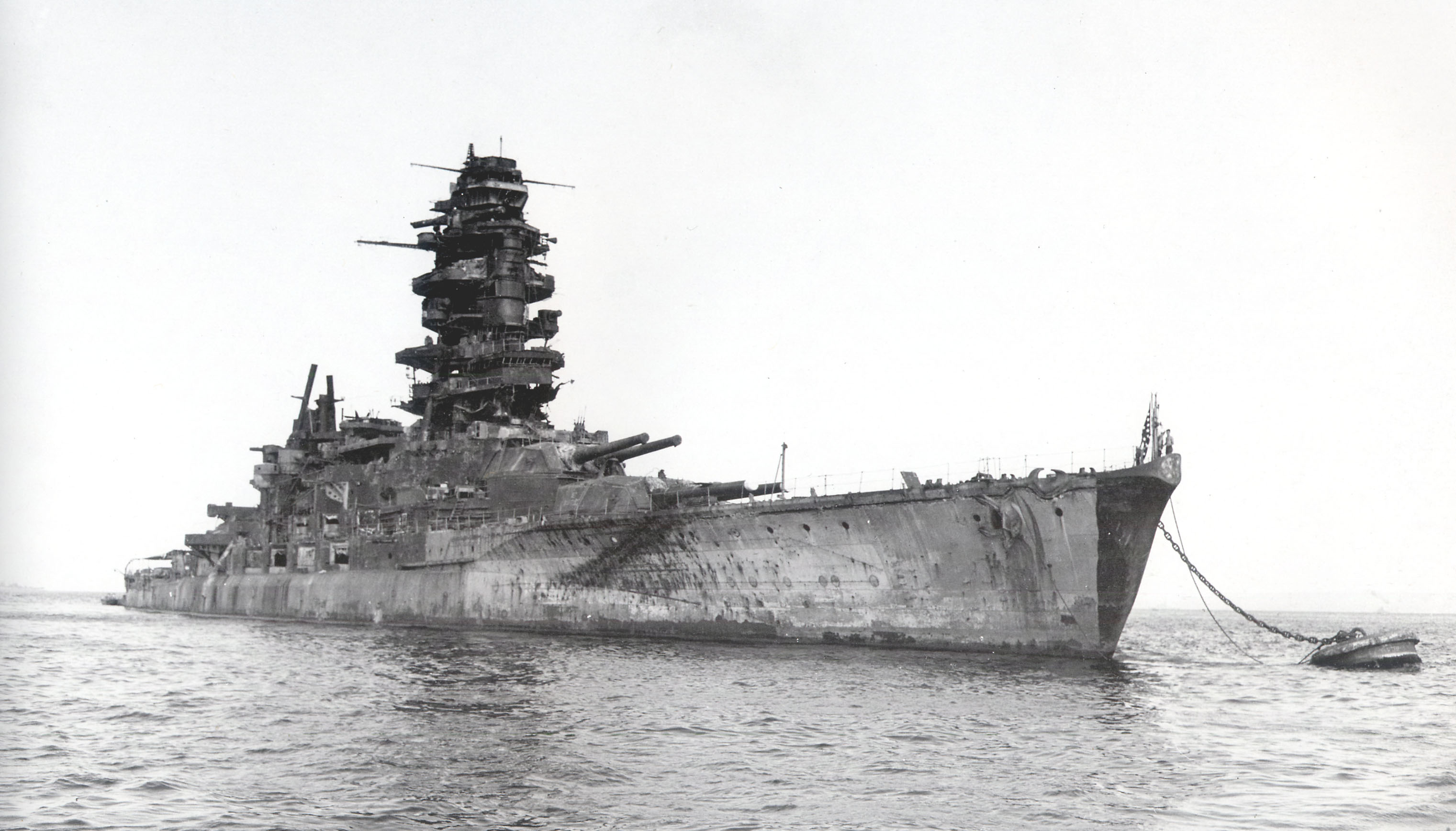
二戰結束時，唯一殘存並被美軍接收的「長門」。艦首桅桿被掛上星條旗，而艦橋部而因轟炸的損壞情況亦能在照片中清楚看到。

※ ←為與左相同（沒有變更）。空白為不明。1944年含有推定成分。

## 歷代艦長
艤裝員長
1. 飯田延太郎 大佐：1919年11月20日 -

艦長
1. 飯田延太郎 大佐：1920年3月2日 -
2. 樺山可也 大佐：1921年12月1日 -
3. 高橋節雄 大佐：1922年11月10日 -
4. 左近司政三 大佐：1923年12月1日 -
5. 中島晉 大佐：1924年12月1日 -
6. 小副川敬治 大佐：1925年8月22日 -
7. 長谷川清 大佐：1926年12月1日 -
8. 松下薫 大佐：1927年12月1日 -
9. 井上繼松 大佐：1928年12月10日 -
10. 濱田吉治郎 大佐：1929年11月30日 -
11. 中村龜三郎 大佐：1930年12月1日 -
12. 原敬太郎 大佐：1931年10月10日 -
13. 杉坂悌二郎 大佐：1931年12月1日 -
14. 園田實 大佐：1932年3月4日 -
15. 宇野積藏 大佐：1932年12月1日 -
16. 佐田健一 大佐：1933年11月15日 -
17. 雪下勝美 大佐：1934年11月15日 -
18. 斎藤二朗 大佐：1935年7月15日 -
19. 鮫島具重 大佐：1936年12月1日 -
20. 中島寅彦 大佐：1937年12月1日 -
21. （兼）角田覺治 大佐：1938年9月15日 -
22. 福留繁 大佐：1938年12月15日 -
23. 德永栄 大佐：1939年11月15日 -
24. 大西新藏 大佐：1940年10月15日 -
25. 矢野英雄 大佐：1941年8月11日 -
26. 久宗米次郎 大佐：1942年11月10日 -
27. 早川幹夫 大佐：1943年8月2日 -
28. 兄部勇次 大佐：1943年12月15日 -
29. 澀谷清見 大佐：1944年12月20日 -
30. 大塚幹 予備少將：1945年4月28日 -
31. 杉野修一 大佐：1945年7月24日 -

1. W・J・惠普爾 上校：1946年3月18日 -

## 同型艦
- 陸奥

## 「長門」登場作品
- （阿川弘之著 新潮文庫 上・中・下巻） ISBN 978-4-10-111007-3（上巻）
- 軍艦長門（正體中文版）（阿川弘之著 麥田出版 一・二・三冊） ISBN 978-957-708-484-2（第一冊）
- Strikers 1945II（彩京）
- 再造人009 （電視動畫第一季）
- 蒼藍鋼鐵戰艦
- 艦隊收藏
- 碧藍航線
- 戰艦世界

## 註腳
1. ↑  為昭和12年度海軍省年報的數據。而在福井静夫著作中的數據為16節續航10,600浬。
2. ↑  #達大正5年5月p.12『達第七十八號　軍備補充費ヲ以テ本年度建造ニ着手スヘキ戰艦及二等巡洋艦ニ左ノ通命名セラル｜大正五年五月十三日　海軍大臣加藤友三郎｜呉海軍工廠ニ於テ建造　戰艦 長門ナガト|横須賀海軍工廠ニ於テ建造　二等巡洋艦 天龍テンリウ|佐世保海軍工廠ニ於テ建造　二等巡洋艦 龍田タツタ』
3. ↑  #艦艇類別等級(昭和12年12月1日現在)p.1『艦艇類別等級表|軍艦|戰艦|長門型|長門、陸奥』
4. ↑  『海軍少年読本』pp.24-25
5. ↑  #従兵長193頁
6. 1 2  「試驗(3)」p.3「大正9年10月7日、長門全力公試」
7. ↑  『軍港と名勝史蹟』p.43
8. ↑  『軍艦帖 : 海と船の写真帖』（1922年）、p.13
9. ↑  「海軍艦艇製造沿革」pp.2,8
10. ↑  「軍艦長門製造一件(1)」p.21
11. ↑  「軍艦長門製造一件(2)」p.23
12. ↑  「軍艦長門製造一件(2)」p.42,52
13. ↑  「軍艦長門、扶桑要目」p.4
14. ↑  #海軍艦隊勤務84頁
15. ↑  #牧野ノート91頁
16. ↑  #歴群15長門型196頁
17. ↑  #海軍生活放談271-272頁
18. ↑  「樺太行啓活動写真映画御下賜相成度件」p.1
19. ↑  #歴群15長門型155-156頁
20. ↑  #歴群15長門型157-160頁
21. ↑  #海軍生活放談463頁
22. ↑  #従兵長75頁
23. ↑  #海軍生活放談262頁
24. ↑  #歴群15長門型160-161頁
25. ↑  #海軍生活放談460頁
26. ↑  #海軍生活放談464頁
27. ↑  #従兵長22頁
28. ↑  . combinedfleet.com.   [2016-12-27]. （原始内容存档于2020-05-13）.（英文）
29. ↑  #海軍生活放談467頁
30. ↑  #海軍生活放談468頁
31. ↑  #従兵長73-74頁
32. ↑  #従兵長57頁
33. ↑  #従兵長80頁
34. ↑  #従兵長83頁
35. ↑  #従兵長84-85頁
36. ↑  #横山一郎回顧録190頁
37. ↑  #聯合艦隊軍艦銘銘伝53頁
38. ↑  .   [2013-03-05]. （原始内容存档于2013-01-21）.
39. ↑  #従兵長186頁

## 關聯史料
- 日本造船学会『昭和造船史』
- 福井静夫『日本の軍艦』『海軍艦艇史』

## 關聯項目
- 長門型戰艦
- 大日本帝国海軍艦艇一覽
- 战列舰列表（日语：戦艦一覧）
- 八八艦隊
- 十字路口行動

## 外部連結
- （日語） - 中國放送(RCC)。於廣島港所舉行的參觀會的影像。